# Metro 2033 (videojoc)
Metro 2033 és un videojoc que combina elements d'acció amb el gènere survival horror i amb elements de trets en primera persona. El joc es basa en la novel·la Metro 2033 de l'autor rus Dmitri Glukhovski. Metro 2033 va ser desenvolupat per 4A Games a Ucraïna, i va ser llançat el març de l'any 2010 per a la consola Xbox 360 i per a PC amb Microsoft Windows XP i Windows 7. La versió per a PlayStation 3 va ser cancel·lada. Posteriorment, es va llançar per a PlayStation 4 i Xbox One.
Al març de l'any 2006, 4A Games va anunciar una societat mercantil amb Dmitry Glukhovsky per col·laborar en el joc.
El joc va ser anunciat cinc mesos abans a la Games Convention de 2009 a Leipzig amb un tràiler d'aquest. Quan el joc va ser anunciat, va tenir com a subtítol The Last Refuge però aquest títol finalment no va ser usat per THQ. Al juny del 2012 segueix sent considerat pels jugadors del món com el joc més exigent per a PC, per sobre de títols com Crysis 2 o Battlefield 3. El dia 29 d'Agost es va llançar Metro 2033 Redux per a consoles de nova generació i per a PC, en concret per a la plataforma Steam. Metro Redux va ser desenvolupat per 4A Games, i publicat per l'empresa Deep Silver, que ha dut a terme la millor remasterizació fins al moment.

## Jugabilitat
El joc es desenvolupa des de la perspectiva d'un jove anomenat Artyom. La història té lloc a un Moscou post-apocalíptic, majoritàriament dins de la xarxa del Metro de Moscou, a on el protagonista va créixer, però ocasionalment el jugador ha d'anar a la superfície per a completar missions o aconseguir munició. Els llocs visitats en el joc reflecteixen l'atmosfera fosca dels túnels, encara que en una forma molt més sinistra i tenebrosa. Fenòmens i sorolls estranys són freqüents, i durant la major part del joc, Artyom només depèn de la seva llanterna per poder veure en la total foscor. Tanmateix, la superfície és encara més letal, a causa de la radiació deixada per les bombes atòmiques en el passat, i es necessita usar una màscara de gas a tot moment per sobreviure a l'aire tòxic. Moltes vegades, els indrets del joc presenten una distribució enrevesada, i el joc manca de qualsevol forma de mapa. L'única guia que té el jugador és una brúixola, que no permet l'ús d'armes de foc mentre es fa servir. El joc tampoc té un mesurador de salut: aquest és reemplaçat per les taques de sang a la pantalla, i el batec del protagonista, l'Artyom (que s'incrementa quan rep més dany). A més, no hi ha cap indicador que digui quant li falta perquè el filtre de la màscara de gas s'acabi, requerint que el jugador revisi el seu rellotge contínuament per veure quant temps li queda abans d'haver de reemplaçar el filtre per un nou, encara que la respiració es tornarà pesada i dificultosa, la vista borrosa i es començaran a sentir veus. La màscara de gas, a més, mostra esgarrapades o trencaments depenent del dany que ha rebut en combat. Quan la màscara es trenca totalment, s'ha de canviar per poder seguir respirant. A més d'això, el joc compta amb elements clàssics, com ara la quantitat de munició, els filtres i les injeccions d'adrenalina (que serveixen per recuperar l'energia si no es pot esperar). Tanmateix, el factor més important del joc és l'administració de la munició. Com, segons la història del joc, els diners ha perdut valor, les pròpies bales s'utilitzen com a moneda. Hi ha dos tipus de bales: les "bales de terra", bales de baixa qualitat fetes pels habitants del metre, i les bales militars, fetes abans de la guerra, que són molt més poderoses i rares, i que serveixen com la moneda del joc. Cal fer notar, que les bales de terra poden ser intercanviades per bales militars, però òbviament, es rebran poques bales d'alta qualitat encara quan se li doni al comerciant moltes bales de baixa qualitat. D'aquesta manera, el jugador és obligat a cuidar els seus recursos. El joc es basa completament en la versió d'un jugador, no posseeix multijugador ni en xarxa local ni per Internet. En canvi ofereix la possibilitat de diferents maneres de joc local, augmentant el dany dels enemics i el del jugador i eliminant el HUD (interfície principal), per oferir un shooter més difícil per als jugadors experts.

## Paraules de l'Artyom
"Vaig néixer a Moscou, però no recordo res d'aquella època, era tan sols un nen quan les flames del foc nuclear van devorar el vell món. Quaranta mil persones ens vàrem salvar refugiant-nos a les estacions del metro, a les entranyes de la ciutat. Ara, vint anys després, només un grapat de valents s'atreveix a pujar per rebre l'abraçada d'un hivern etern. El metro era la nostra llar i la fortalesa que ens protegia dels monstres mutants que vagaven pels túnels. Tanmateix, mai renunciem a l'esperança de tornar a la superfície. Però un dia, es va presentar una nova amenaça que ens va empènyer a una guerra per la supervivència de la nostra espècie."